# Glücksburg
Glücksburg (Ostsee) (in danese Lyksborg) è una città di 6 326 abitanti nello Schleswig-Holstein e si trova vicino a Flugsburg Förde, il territorio più conosciuto della regione di Angeln, una stretta insenatura di mare che giunge fino a Flensburgo, divisa tra Germania e Danimarca.

## Caratteristiche
In Germania è famosa per il suo castello circondato dall'acqua, un tempo raffigurato anche sui francobolli, attualmente un'apprezzata meta turistica. Il castello di Glücksburg (Schloss Glücksburg) è uno tra i più celebri in Europa; venne eretto nel 1582 in stile tardo-rinascimentale, durante il regno di Johann von Schleswig-Holstein-Sonderburg, ed oggi è diventato una fondazione.

## Storia
Fin dall'epoca imperiale esiste un noto stabilimento balneare e, nei dintorni, si trovano spiagge incantevoli, oltre ad una delle più grandi foreste dello Schleswig-Holstein, la quale circonda la città ed è nei pressi della Sachsenwald, la foresta sassone.
Glücksburg occupa la parte nord-occidentale della penisola di Holnis, con le sue coste a picco sul mare ed una pianura salina dove esiste una rinomata colonia per l'incubazione degli uccelli acquatici. L'intera penisola si estende per circa sei chilometri in direzione nord-est, verso il Flensburger Förde, ed appartiene al territorio della città. L'estremità della penisola rappresenta il punto più settentrionale della terraferma tedesca.
Glücksburg è nota anche per la Hanseatische Yachtschule, la più grande e la più antica scuola di vela in Germania, e si trova a nord delle altre tre scuole tedesche per gli sport acquatici. Nello stesso punto della città, famoso è anche il Flensburger Segel Club.

## Società

### Lingue e dialetti
Le lingue che vi si parlano sono tre: alto tedesco, basso tedesco e danese, e tre sono le religioni praticate: cattolica, luterana danese e neoapostolica.

## Infrastrutture e trasporti
Glücksburg è facilmente raggiungibile con i mezzi di trasporto, non solo auto, autobus o bicicletta, ma anche per mare con il traghetto denominato Fördedampfer. Tale traghetto un tempo era a vapore ma attualmente è fuori servizio, e la nuova nave, in rispetto alle leggi del diritto marittimo, non fa più scalo in Danimarca.